# Hraniční přechod Velké Kunětice – Sławniowice
Hraniční přechod Velké Kunětice – Sławniowice (polsky Przejście graniczne Sławniowice – Velké Kunětice) je bývalý silniční hraniční přechod na česko-polské státní hranici na hraničním úseku II/167/15 - II/168 mezi českou obcí Velké Kunětice (okres Jeseník, Olomoucký kraj) a polskou obcí Sławniowice (gmina Głuchołazy, okres Nisa, Opolské vojvodství). Přechod leží v obci v nadmořské výšce 318 m n. m. na silnici III/4578; v místech přechodu vede podél státní hranice na české straně silnice II/457. Před zrušením byl určen pro malý pohraniční styk - pro pěší, cyklisty, motocykly do 50 ccm a zemědělská vozidla.
Hraniční přechod byl zrušen při vstupu České republiky do Schengenského prostoru v roce 2007. V případě dočasného znovuzavedení ochrany vnitřních hranic je provoz na hraničním přechodu upraven Sdělením Ministerstva vnitra č. 395/2021 Sb.

## Popis
- Hranice v místě přechodu odděluje zastavěná území obou obcí.[3]
- Přechod pro malý pohraniční styk určený pro pěší, cyklisty, motocykly do 50 ccm a zemědělská vozidla byl původně otevřen denně od 6:00 do 22:00 hodin.[4]